# اكتشاف تطوير مثبتات الليباز المعوية
تنتمي مثبطات الليباز تنتمي إلى فئة الادوية التي تستخدم كعامل مضاد للسمنة. طريقة عمل المثبطات هو ان تقوم بتثبيط الليباز المعدي والبنكرياس، وكذلك تقوم بعملية تثبيط الإنزيمات التي تلعب دورًا مهمًا في هضم الدهون الغذائية. تصنف مثبطات الليباز في نظام تصنيف ATC على أنه A08AB (منتجات مضادة للسمنة تعمل بشكل محيطي). تم تصنيف العديد من المركبات على انها من الطبيعة، أو صناعية جزئية، أو صناعية كاملة تم إجراء فحوصات لفحص نشاط مثبطات الليباز  المثبط الليباز الوحيد الموجود في السوق هو أورليستات (زينيكال، آلي). في (أكتوبر 2016) أظهرت مثبطات الليباز أيضًا نشاطًا مضادًا للسرطان، عن طريق تثبيط سينثاز الأحماض الدهنية.

## اكتشاف وتطور مثبتات الليباز
تم اكتشاف مثبطات الليباز في عضو البنكرياس في الأساس وتم وعزلها من مرق المخمرة من بكتيريا Streptomyces toxytricini في عام 1981 واسمها دهون. ويعد هذا المثبط مثبط انتقائي وقوي لا رجعة فيه يوجد هذا الليباز في المعدة والبنكرياس في الإنسان. مثبط تتراهيدروليبستاتين والمعروف أيضا باسم اورليستات، هو مركب مشبع ينتج عن عملية الهدرجة تم تطوير هذا المركب في عام 1983 من قبل هوفمان لاروش وهو عبارة عن مركب أكثر بساطة وثباتًا من الدهون. بهذا السبب تم اختيار مركب أورليستات بدلا من مركب ليبستاتين لتطيره كدواء مضاد للسمنة. ويعد مثبط الليباز الفموي الوحيد المعتمد من قبل إدارة الأغذية والعقاقير ويعرف في السوق باسم زينيكال وألي. في بداية الأمر تم تطوير أورليستات كعلاج لاضطراب شحوم الدم، وليس كعامل مضاد للسمنة. ولكن عندما اكتشف الباحثون أنه يساعد في تعزيز امتصاص أقل للطاقة، تم تحويل المركب لعلاج السمنة.
يسبب اورليستات بعض الآثار الجانبية السلبية. معظم الآثار الجانبية المسجلة على هذا المركب بأنه يؤثر على الجهاز الهضمي. مثل الاسهال (البراز السائل) ، وإسهال البطن وآلام البطن.ولكن الأمر الأكثر شدة وخطورة عندما يتم تناول أورليستات ومضادات التخثر ما تنتج تفاعلات خطيرة تسبب في احتمالية زيادة زمن البرومثين (INR) الذي يمكن أن يسبب عدم كفاية العلاج ومضاد التخثر والنزيف. ان الآثار السلبية لأورليستات أكثر شيوعًا في بداية العلاج ولكنها تنقص مع مرور الوقت عادة.ان الليباز البنكرياس لا يؤثر على عملية التحلل المائي للدهون الثلاثية، ولكنه ضروري أيضًا للتحلل المائي للفيتامينات القابلة للذوبان في الدهون. ونتيجة لذلك، قد ينخفض امتصاص الفيتامينات القابلة للذوبان في الدهون. لهذا السبب يوصى بتناول مكمل متعدد الفيتامينات أثناء العلاج بأورليستات.
الكتليستات وهوعبارة عن مثبط جديد للليباز، وهو دواء تجريبي لعلاج السمنة. كان الدواء لا يزال في التجارب السريرية في أكتوبر عام 2016 . تم تطوير الكتليسات للحد من الآثار الجانبية السلبية التي يسببها اورليستات للجهاز الهضمي. للمثبط بنية مختلفة ولكن نشاط تثبيطهمشابه لليباز الموجود في الجهاز الهضمي. حيث يتفاعل الليباز الموجود في الجهاز الهضمي مع الكتليستات بشكل مختلف مع الدهون المذيلات التي تخرج الطعام المهضوم، وبالتالي فإنه له آثار جانبية أقل وأفضل وأامن.

## آلية عمل المثبط
ان آلية عمل مثبطات الليباز ليبستاتين وأورليستات فيالجهاز المعوي على وجه الخصوص حيث يتم امتصاصه بشكل طفيف في الدورة الدموية بسبب قابلية حبها للدهون. وبالتالي فهي لا تؤثر على الليباز الموجودة في أجهزة جسم الإنسان.
ترتبط هذه المثبطات برابطة تساهمية وتعمل كإستر لمجموعة هيدروكسيل سيرين في المكان النشط الموجود على الليباز البنكرياس والمعدة وتشكل مركبًا مستقرًا. وينتج عن هذه العملية تغيير في الانزيم مما يؤدي إلى تعريض الموقع النشط للتحفيز. عندما يتعرض الموقع النشط للانزيم، يتم أسيلة مجموعة الهيدروكسيل على بقايا سيرين. هذا يؤدي إلى تعطيل الإنزيم كليا. الليباز الذي يكون غير نشط يكون غير قادر على تحويل الدهون إلى أحماض دهنية وعدم القدرة على امتصاص أحادي الغليظة، وبالتالي يتم إفراز الدهون الثلاثية غير المهضومة بالبراز. مع الاستمرار في هذه العملية يكون امتصاص السعرات الحرارية من الدهون الموجود في الطعام بشكل محدود مما يؤدي إلى انخفاض وزن الجسم. وبالتالي، فإن الفكرة الرئيسية لعمل مثبطات الليباز هو تثبيط الليباز في الجهاز الهضمي، ولكنهم لا يؤثروا بشكل كبير على البروتياز أو الأميليز أو الإنزيمات الهضمية الأخرى.
الكتليسات هو جزئ يمتلك هيكل ثنائي الحلقة لكنه يفتقر إلى وجود عصابة β-اكتون. وهو يعمل بطريقة نموذجية مماثلة لمثبطي لليباز له بنية مشابهة لهيكل اكتون.

### التوجه نحو علاج مرض السرطان
كما تم النقاش بشكل أكبر على ان مركب أورليستات هو مثبط الليبازالموجود في البنكرياس والمعدة. اورلستات هو أيضا مثبط ثيويستراز ذات فعالية كبيرة وبالتالي يمنع تجمع سينسيز الأحماض الدهنية (FAS). نظرًا لأن FAS ضرورية لنمو وبقاء لخلايا الورم السرطاني ويتم تنظيمها والتعبير عنها على انها مجموعة متنوعة من الأورام  يمتلك العلماء توقعات عالية بشأن FAS لاستخدامه كدواء للأورام. يستخدم أورليستات لمنع FAS بنفس الطريقة التي يفعلها مع الليباز البنكرياسي حيث يقوم بالربط التساهمي مع موقع سيرين النشط. تم تحديد فعالية تأثير أورليستات كمثبط FAS لأول مرة في فحص الإنتاجية العالية للأنزيمات التي لها نشاط فعال لتثبيط سرطان البروستاتا. لكن FAS تقوم بمقاومة\العديد من أدوية محاربة السرطان. يقوم أورليستات بتحسس أدوية السرطان المقاومة لـ FAS ، عن طريق تثبيط FAS. يمكن وصف FAS على انه يمتلك الأنسجة الطبيعية بشكل منخفض لذا فإن أورليستات يؤثر على الخلايا الطبيعية بشكل محدود. ويرجع السبب حيال ذلك ان الاختلاف في تمييز FAS بين الخلايا الطبيعية والخلايا السرطانية، يستهدف أورليستات الخلايا الورمية بشكل انتقائي. نتيجة لهذا احتمالية استخدام FAS كدواء لعلاج مرض السرطان.
يقوم أورليستات في الأمعاء كعمل مثبط للليباز، وبالتالي يعاني من العديد من الحواجز في تطويره لاستعماله كدواء نظامي. السببان الرئيسيان التي تسبب القيود لتطوير تناظري مضاد للسرطان جديد للتغلب على هذه القيود. هما لضعف التوافر البيولوجي.

## الهدف من استخدام المخدرات
ان الليباز يلعب دورًا مهمًا في الجهاز الهضمي في عملية هضم الدهون. تتكون الدهون الموجودة في الطعام لأكثر من 95٪ من الدهون الثلاثية، والتي يتم تصنيفها بناءً على طول الأحماض الدهنية المتصلة بالعمود الفقري للجليسريد. بسبب طول الدهون الثلاثية طويلة السلسلة يمنع امتصاصها من خلال الغشاء المخاطي المعوي. لهذا السبب، يجب أن يتحلل الليباز في الجهاز الهضمي إلى جزيئات أصغر وأحماض دهنية أحادية وثلاثي الغليسريد،  قبل أن يحدث الامتصاص.

### الليباز الموجود في المعدة
يمتلك مركبا جاستريك - والليباز اللساني حمضية دهون الانزيمات التي تعد قبل عضو الاثنى عشر لكن الليباز الموجود في المعدة يمتلك مستويات أعلى بكثير لدى البشر. يتم تصنيعه الليباز في المعدة ويفرز من الخلية المعدية الرئيسية وتبقى في المعدة وتكون غير مستقرة في درجة الحموضة حيث تترواح نسبة حوضتها ما بين 1,5-8،  ولكن درجة الحموضة المناسبة لنشاط الليبز هي 3-6. يبدأ هضم الدهون عندما يتحلل لليباز في المعدة مع الدهون الثلاثية الموجودة في الاطعمة الغذائية عن طريق قطع سلسلة طويلة أو قصيرة أو متوسطة من العمود الفقري للجرسليد وإطلاق الأحماض الدهنية الحرة ودياكيل جليسرول. يكون انزيم استرات المائي في الموضع sn-3 في سلسلة الأسيل في الأسفلوتكون أسرع من الاسترات في الموضع sn-1 في سلسلة الأسيل في الجزء العلوي من العمود الفقري للجليسريد. ومع ذلك، فإن نشاط الليباز في المعدة ضد الدهون الفوسفورية وإسترات الكوليسترول تكون بشكل ضعيف.
الليباز المعدي يتكون من 379 حمض أميني. يكون بروتين الغليكوزيل الكامل هو 50kDa وأما إنزيم غير الغليكوزيلاتي هو 43kDa. ومع ذلك، لا يؤثر بروتين الغليكوزيل على نشاط الإنزيم. تعد منطقة مسعور التي تقع حول Ser152 ، ولديها تسلسل سداسي الببتيد Val-Gly-His-Ser-Gln-Gly تكون ضرورية لتنشيط الحفاز لليباز الموجود في المعدة. اما N ، Lys4 الموجود في الطرف ضروري ليستخدمه الانزيم للربط في واجهات الماء والدهون.

### الليباز الموجود في البنكرياس
يعد الليباز الموجود في البنكرياس من أهم الأنزيمات الدهنية الموجودة في الجهاز الهضمي  وهو ضروري لعملية هضم الدهون. تفرزالليباز من الخلايا أسينار الموجودة في البنكرياس  وتحفز الهرمونات لإفرازه في سائل البنكرياس والأمعاء الدقيقة. يتم تحفيز هذه الهرمونات في المعدة بواسطة المنتجات المتحللة بالماء في هضم المعدة. يقوم الليباز الموجود في البنكرياس بفرزه إلى الأمعاء الدقيقة حيث تكون أكثر نشاطًا عندما تصل درجة الحموضة 7-7,5 درجة. تقوم دهون النكرياس الليبازية بعملية تحليل الدهون الثلاثية والجليسريد بواسطة قطع سلاسل الأسييل في موضع sn-1 و sn-3 وتطلق أحماض دهنية مجانية و 2-أحادي الغليسريد.
يتكون الليباز الموجود في البنكرياس من 465 حمض أميني. . يشترك الليبازالموجود في البنكرياس والمعدة في القليل من التشابه ولكن لديهم نفس المنطقة الكارهة للماء في الموقع النشط، وهو أمر مهم لنشاط عملية تحلل الدهون. تحتوي منطقة مسعور على تسلسل سداسي الببتيد Val-Gly-His-Ser-Gln-Gly يكون Ser 153 موجود في الليباز الذي يقع في البنكرياس ولكن Ser 152 يقع في الليباز الموجود في المعدة.

## مثبطات الليباز الكيميائية
ان التركيبة الكيميائية للمركبات تلعب دورًا مهمًا في الارتباط بهدفها. تعد حلقة بيتا بروبيولاكتون من أهم المجموعات التي تعمل على تنشيط المركبات وهي الصيدلة المركزية. . وقد أظهرت الأبحاث أن انقسام حلقة بيتا بروبدولاكتون قد يؤدي إلى فقدان النشاط المثبط للمثبطات، مما يجعل بنية حلقة بيتا بروبدولاكتون جزءًا مهمًا في النشاط البيولوجي. كما يرتبط هيكل حلقة اللاكتون بشكل وثيق بالموقع النشط للليباز ويشكل رابطة تساهمية معه، مما يؤدي إلى تثبيطه. تختلف طبيعة معظم مثبطات الليباز في بنية السلاسل الجانبية وطبيعة الأحماض الأمينية المرتبطة بها فقط، ولكن لها نفس حلقة بيتا برويدولاكتون في تكوين (S) كبنية أساسية. إلى جانب ذلك ان حلقة بيتا بروبيدولاكتون لها دور في علاقة النشاط بالبنية، وكذلك نشير إلى ان طبيعة المجموعات الوظيفية (مثل الإستر أو ايثر وطول السلسلة في الموقع)) مهمة أيضًا. وعلى الرغم من ذلك موقع السلاسل الجانبية الموجودة على الحلقة بيتا اكتون أمر بالغ الأهمية لنشاطها.

### مثبطات الليباز
يعد مثبط لبستاتنأ هو ول مثبط للليباز،  وهو ينتج من من مصدر طبيعي. يحتوي على حلقة بيتا بروبيولاكتون والتي تحتوي على سلاسل ألكيل الخطية 2,3- المحول الذي يقع في α- (C6) و β موقع (C13) من المركب. يحتوي الحمض أميني على N- فورميل- ل- ليسين المتصل بسلسلة ألكيل بيتا عبر رابط استر.
أورليستات هوعبارة عن مركب شبه اصطناعي، يمتلك بنية مشابهة للبستان وتختلف فقط في تشبع سلسلة ألكيل بيتا، حيث ان أورليستات تتشبع بينما تبقى لبستان على رابطين مزدوجين في السلسلة الجانبية.
سيتيليستات هو عبارة عن مثبط الليباز الاصطناعي. لكنه لا يمتلك هيكل لكتون مثل معظم مثبطات الليباز،  فقط يحتوي على حلقة بنزوكسازينون ثنائية كمفينات. كما أنه يعد مركب محب للدهون ولكنه يختلف في تكوين السلسلة المائية الجانبية ة ومحبة للدهون. ي 
يتم التعرف على مثبطات الليباز الأخرى من المنتجات النباتية المختلفة على سبيل المثال وتشتمل على القلويدات، الكاروتينات، الجليكوسيدات، البوليفينول، السكريات، السابونينات والتيربينويد. وعلى الغم من ذلك لم يتم فحص أي من هذه الادوية هذه الأدوية سريريًا كمثبطات الليباز. مثبطات تعد المركبات المحبة للدهون من المصادر الميكروبية. هي من الليباز الأكثر نشاطًا.
يمكن تقسيم مثبطات الليباز من المصدر الميكروبي إلى مجموعتين بناءً على هيكلها. المجموعة الأولى التي تحتوي على حلقة بيتا لاكتون هم ليبستاتين وفاليلاكتون وبريكواكينين وبانكليكن AE وايبيلاكتون A و B وفيبرالاكتون وايستيراستين. والمجموعة الأخرى التي لم تحتوي على مجموعة بيتا لاكتون هي (E) -4- الاحماض الأمينية أسيتات خلات، ε- متعدد الليزين وcaulerpenyne. كما تم تصنيع مثبطات الليباز صناعياً، على سبيل المثال سيتيليستات بناءً على بنية الدهون الثلاثية وركائز الليباز الطبيعية الأخرى. ومع ذلك، فإن مثبطات الليباز الاصطناعية تختلف في هيكلها وبعضها يفتقر إلى وجود حلقة بيتا لاكتون في تركيبها .